# Aleksandr Akimow
Aleksandr Iwanowicz Akimow (ros. Александр Иванович Акимов; ur. 28 lutego?/12 marca 1895, zm. 2 lutego 1965 w Moskwie) – radziecki generał porucznik, uczestnik II wojny światowej.	
Od 16 lipca 1940 do 27 grudnia 1941 w stopniu pułkownika dowodził 73 Dywizją Strzelecką. W czasie walk z okupującymi ziemie polskie wojskami III Rzeszy Aleksander Akimow w stopniu gen. por. dowodził  78 Korpusem Strzeleckim. Nie  